# Laux Lang
Laux Lang (ursprünglich wohl Lukas Lang; † 1528 oder – wahrscheinlicher – am 15. Dezember 1535) war ein Müller in Göggingen und Mitglied der Täuferbewegung. Er stellte sein Gögginger Haus vertriebenen Augsburger Täufern zur Verfügung. Unter ihnen war der spätere Täufermärtyrer Eitelhans Langenmantel.

## Leben
Laux Lang war eines von zwölf Kindern des Augsburger Goldschmieds Hans Lang und dessen Ehefrau Margareta Sulzer, Tochter des Ulrich Sulzer. Zu seinen Geschwistern gehörte Matthäus Lang von Wellenburg (1468–1540), der spätere Salzburger Erzbischof und Kardinal, ein fanatischer Verfolger der Täufer und anderer evangelischer Christen. Von einem weiteren Bruder namens Hans Lang ist bekannt, dass er 1510 im Vorfeld des Augsburger Reichstages heiratete. Unter den Hochzeitsgästen war Kaiser Maximilian I. (1459–1519), der durch Vermittlung eines „engen Vertrauten“ an den Feierlichkeiten teilnahm. Verheiratet war Lang mit Elisabeth, Tochter des Freiherrn Franz von Thannhausen. Diese wenigen Informationen über das familiäre Umfeld Laux Langs zeigen, dass er vornehmer und nicht unvermögender Abkunft war.
Lang wurde vor allem dadurch bekannt, dass er Eitelhans Langenmantel, führendes Mitglied der Augsburger Täufergemeinde, nach dessen Ausweisung aus Augsburg für längere Zeit Unterschlupf in Göggingen gewährte. Damit wurde Langs Haus für einige Monate zum Täufertreffpunkt. Zu den Besuchern gehörten unter anderem: Hans Kießling, Gall Vischer und Endres Widholz. Eine besondere überregionale Zusammenkunft fand dort ab dem 2. Februar 1528 statt. Sie dauerte drei Tage. Teilnehmer waren Augustin Bader aus Augsburg, Mang Schleiffer aus Wien, ein gewisser Melchior aus Salzburg sowie Leonhard Freisleben, Schulmeister aus Linz. Thematisch ging es um das „Rote Büchlein“ des im Dezember 1527 in Haft verstorbenen Täuferführers Hans Hut. Bei der mit roter Tinte verfassten Schrift handelt es sich um ein Kompendium der Hutschen Lehren sowie um eine Bibelkonkordanz zu bedeutenden theologischen Begriffen.
Laux Lang, dem Gastgeber der Versammelten, wurde es verwehrt, an den Gesprächen teilzunehmen. Augustin Bader begründete das unter anderem mit den Worten: „die ding gehen den schwachen nit zu!“ Während Gottfried Seebaß diese Begründung als „Zeichen für die diskriminierenden Unterschiede“ deutete, die in der Täufergemeinde gemacht worden seien, sieht Anselm Schubert in der Haltung Baders eine Art Treue gegenüber den Beschlüssen des Täuferkonzils, das als Augsburger Märtyrersynode in die Kirchengeschichte eingegangen ist. Sie entspräche auch den Anordnungen Huts zur Verbreitung seiner Lehren.
Über das Ende Laux Langs schweigen die Quellen. Bekannt ist, dass seine erste Ehefrau Elisabeth (geborene Schultheiß) aus dem Maltatal in Kärnten stammte und vor 1510 verstarb. Seine zweite Ehefrau Margarethe (geborene Hofer zu Wildenwart) überlebte ihn und war in zweiter Ehe mit einem ansonsten unbekannten Freiherrn von Khuen (auch Khon geschrieben) verheiratet.